# NetNam
NetNam (Tên đầy đủ: Công ty Cổ phần NetNam) là công ty tiên phong về lĩnh vực Internet ở Việt Nam (từ 1994). 
NetNam cung cấp dịch vụ Internet và giải pháp mạng cho các đối tượng khách hàng bao gồm: khách sạn 5 sao, căn hộ cao cấp, khu nghỉ dưỡng, các tổ chức chính phủ và phi chính phủ, tập đoàn đa quốc gia, doanh nghiệp đầu tư trực tiếp nước ngoài (FDI), tổ chức công nghệ thông tin (IT), doanh nghiệp vừa và nhỏ (SME), các tổ chức tài chính - ngân hàng và các cơ sở giáo dục quốc tế. 

## Lịch sử
- Từ những năm 1992, một nhóm kỹ sư của Viện công nghệ thông tin, đứng đầu là ông Trần Bá Thái, đã bắt tay vào nghiên cứu về công nghệ mạng máy tính và các dịch vụ tiền thân của Internet. Năm 1993, các ý tưởng về việc hình thành một mạng máy tính cung cấp dịch vụ cho người dân được hình thành
- 7/12/1994: NetNam - mạng e-mail đầu tiên tại Việt Nam ra đời từ phòng Hệ thống mạng máy tính của Viện Công nghệ thông tin. NetNam trở thành nhà cung cấp dịch vụ Internet đầu tiên tại Việt Nam, với dịch vụ thư điện tử dưới tên miền quốc gia .vn[1][2]
- Năm 1997: NetNam trở thành một trong 4 nhà cung cấp dịch vụ Internet (ISP) đầu tiên tại Việt Nam
- Tháng 10 năm 1998: Thành lập Doanh nghiệp nhà nước - Công ty NetNam, trực thuộc Viện Công nghệ thông tin.
- Tháng 5 năm 1999: Văn phòng giao dịch tại Press Club chính thức khai trương
- Tháng 7 năm 2000: Chi nhánh NetNam tại Thành phố Hồ Chí Minh chính thức hoạt động
- Tháng 2 năm 2001: khai trương trang thông tin home.netnam.vn
- Tháng 2 năm 2004: Bắt đầu thử nghiệm cung cấp dịch vụ Internet băng rộng
- Tháng 2 năm 2006: Đổi tên trang home.netnam.vn, tạo logo và khai trương trang thông tin thoibaoviet.com
- Tháng 5 năm 2006: Trở thành nhà cung cấp giải pháp hàng đầu cho các khách sạn 5 sao tại Hà Nội và Thành phố Hồ Chí Minh
- Tháng 5/2010: NetNam tiến hành đại hội cổ đông thành lập, chuyển thành Công ty Cổ phần NetNam
- Năm 2011: Khai trương POP đặt tại Hongkong, đánh dấu ISP không viễn thông đầu tiên tại Việt Nam có POP tại nước ngoài[3]
- Năm 2014: kỷ niệm 20 năm thành lập, được Bộ TTTT cấp Giấy phép Thiết lập hạ tầng viễn thông công cộng và Giấy phép cung cấp dịch vụ viễn thông
- Năm 2015, khai trương văn phòng đại diện tại Đà Nẵng
- Năm 2017, Ban Cơ yếu Chính phủ cấp giấy phép Kinh doanh sản phẩm, Dịch vụ Mật mã dân sự; Bộ Thông tin, Truyền thông cấp Giấy phép Cung cấp dịch vụ An toàn thông tin mạng; Thiết lập POP tại Singapore, hoàn thành hạ tầng kết nối quốc tế đảm bảo chất lượng dịch vụ
- Năm 2020: mở rộng mạng lưới cung cấp dịch vụ tại các tỉnh/thành phố lớn Nha Trang, Phú Quốc, Quảng Ninh, Hải Phòng, Huế …
- Năm 2024: kỷ niệm 30 năm thành lập, đạt mốc 300 nhân sự

## Tổ chức
Tính đến thời điểm ngày 01 tháng 04 năm 2024, NetNam có bộ máy ban lãnh đạo bao gồm: 
Hội đồng quản trị:
- Chủ tịch: ông Trần Bá Thái
- Phó Chủ tịch: ông Nguyễn Trung Chính
- Thành viên: ông Vũ Thế Bình, ông Ngô Đức Anh, ông Tạ Hoàng Linh

Ban điều hành:
- Tổng Giám đốc: ông Nguyễn Vũ An
- Phó Tổng giám đốc: bà Nguyễn Thị Thu Phương

Ban lãnh đạo Đột phá:
- Thành viên HĐQT: ông Vũ Thế Bình, ông Ngô Đức Anh
- Tổng Giám đốc: ông Nguyễn Vũ An
- Phó Tổng giám đốc: bà Nguyễn Thị Thu Phương
- Phó giám đốc Chi nhánh miền Bắc: ông Đỗ Xuân Thái
- Phó giám đốc Chi nhánh miền Bắc: ông Trần Phan Đà
- Giám đốc Trung tâm Vận hành mạng: ông Lại Văn Đỏ
- Phụ trách Trung tâm Kinh doanh miền Trung: ông Nguyễn Quốc Bảo

Công ty hiện có trụ sở tại Hà Nội, 2 chi nhánh tại TP.HCM, Đà Nẵng và các văn phòng đại diện tại các tỉnh thành trên toàn lãnh thổ Việt Nam. Tổng số nhân sự tính đến 2024 là 300 người.

## Các sản phẩm, dịch vụ
NetNam kinh doanh các dịch vụ chính bao gồm:
- Các dịch vụ Đường truyền Internet: gồm các dịch vụ cung cấp đường truyền cho phép người dùng truy cập đến các điểm trên Internet với các dải địa chỉ IP tĩnh với băng thông linh hoạt. Hiện dịch vụ truy nhập Internet của NetNam được cung cấp trên nền cả hai loại giao thức Internet là IPv4 và IPv6 (ISP đầu tiên cung cấp dịch vụ loại này)
- Các dịch vụ Truyền số liệu: dịch vụ truyền số liệu chạy trên nền tảng công nghệ MPLS cung cấp đường truyền kín, bảo mật, tin cậy giữa các điểm kết nối phạm vi trong và ngoài lãnh thổ Việt Nam.
- Các dịch vụ Công nghệ sự kiện: Gồm các dịch vụ tư vấn giải pháp, triển khai, tích hợp và hỗ trợ toàn thời gian các hạng mục công nghệ cho sự kiện .
- Các dịch vụ MSP: gồm các dịch vụ thuê ngoài ICT, quản trị an toàn thông tin, quản trị mạng, quản trị máy chủ, quản trị hạ tầng mạng, vận hành hệ thống thời gian thực,...
- Ngoài ra, NetNam cung cấp các giải pháp khác như: Wifi CX, Digipost, Hybrid Email, Cloud Services, IPTV, IPv6…